# Masyw gabrowy Ślęży
Masyw gabrowy Ślęży – jednostka geologiczna w środkowej części bloku przedsudeckiego.
Od północnego zachodu i zachodu graniczy z masywem Strzegom-Sobótka, od północy z masywem serpentynitowym Sobótki i amfibolitami Wieżycy, od wschodu ze strefą Niemczy i od południa z masywem Gogołów-Jordanów.
Północno-wschodnia część masywu wraz z granicą ze strefą Niemczy jest przykryta osadami plejstoceńskimi.
Masyw zbudowany jest ze skał metamorficznych − różnych odmian gabra.
Pod względem geograficznym położony jest na Przedgórzu Sudeckim, buduje większą część góry Ślęży, poza północno-zachodnimi zboczami oraz niewielkie wzniesienia w rejonie Kunowa.